# 1405
- Wikisource

| Calendário gregoriano                                                        | 1405 MCDV                                            |
| Ab urbe condita                                                              | 2158                                                 |
| Calendário arménio                                                           | 854 – 855                                            |
| Calendário bahá'í                                                            | -439 – -438                                          |
| Calendário budista                                                           | 1949                                                 |
| Calendário chinês                                                            | 4101 – 4102 Início a 31 de janeiro (aproximadamente) |
| Calendário copta                                                             | 1121 – 1122                                          |
| Calendário etíope                                                            | 1397 – 1398                                          |
| Calendários hindus - Vikram Samvat - Calendário nacional indiano - Cáli Iuga | 1460 – 1461 1326 – 1327 4505 – 4506                  |
| Calendário Holoceno                                                          | 11405                                                |
| Calendário islâmico                                                          | 807 – 809                                            |
| Calendário judaico                                                           | 5165 – 5166                                          |
| Calendário persa                                                             | 783 – 784                                            |
| Calendário rúnico                                                            | 1655                                                 |
| Calendário solar tailandês                                                   | 1948                                                 |

1405 (MCDV, na numeração romana) foi um ano comum do século XV do Calendário Juliano, da Era de Cristo, e a sua letra dominical foi D (53 semanas), teve início a uma quinta-feira e terminou também a uma quinta-feira.
No reino de Portugal estava ainda em vigor a Era de César que já contava 1443 anos.
| Ano completo                        |
| ----------------------------------- |
| Ano comum com início à quinta-feira |

## Eventos
- 20 de fevereiro — início do reinado de Xaruque Mirza no Império Timúrida.
- Morte de Margarida III da Flandres: o Condado da Flandres é anexado pelo Ducado da Borgonha.

## Nascimentos
- 6 de março — Rei João II de Castela (m. 1454).
- 6 de maio — Skanderbeg, figura mais importante na história da Albânia (m. 1468).
- 18 de outubro — Pio II, 210.º papa (m. 1464).

## Mortes
- 19 de fevereiro — Tamerlão, conquistador turco-mongol e fundador do Império Timúrida  (n. c. 1336).